# Mycterus maculosus
Mycterus maculosus es una especie de coleóptero de la familia Mycteridae.

## Distribución geográfica
Habita en India.